# 新見御殿町

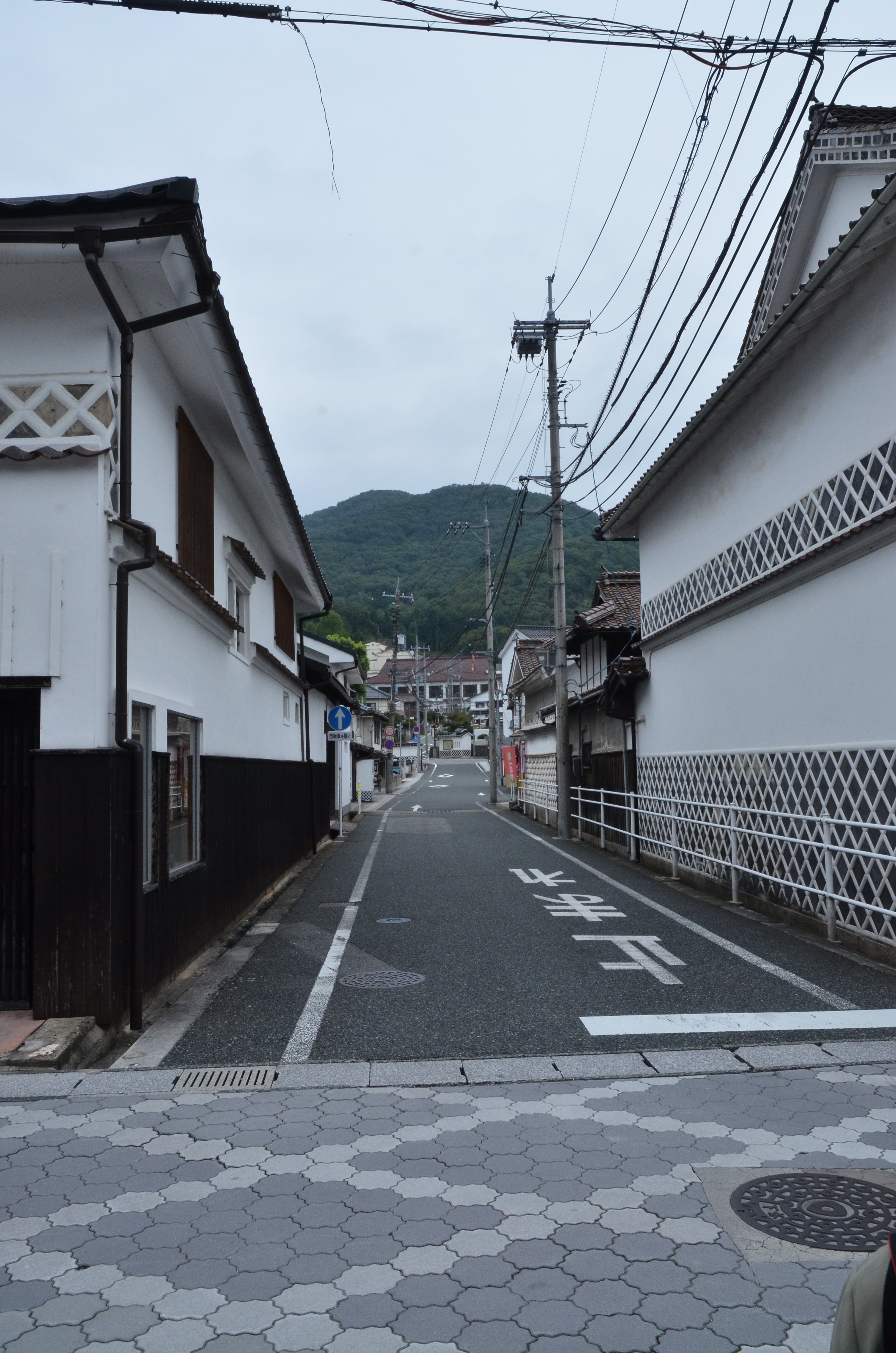
岡山県新見市「新見御殿町」松原通り

新見御殿町（にいみごてんまち）は、岡山県新見市新見の旧市街地にある江戸時代につくられた町である。

## 概要
新見御殿町地区は、1697年（元禄10年）までは、現在の高梁川の中州や川、もしくは河原であった。
1697年、関長治候によってまちが作られた。新見御殿町と呼ばれるようになったのは、1985年頃新見商工会議所が中心になってすすめた大型店舗対抗策としての「御殿町復元構想」によるところから、新見市が1986年8月に「新見市御殿町復元整備事業利子補給補助金制度」がつくられ、新見御殿町と呼ばれるようになった。

## 歴史
- 1987年（昭和62年）　新見市御殿町復元整備事業利子補給補助金制度がつくられ、新見御殿町と呼ばれるようになった。
- 1994年（平成6年）　御殿町センター完成
- 2010年（平成22年）　新見御殿町まち歩きガイドの会発足

## 施設・建造物

### 史跡・観光スポット
- 太池邸
- 元料亭 松葉
- 児玉邸（元料亭 梅屋）
- 元大阪屋旅館　別館
- カツマルギャラリー
- 御殿町センター
- 寿福松原（通称松原通り）
- 温故館（渡辺屋敷）
- 四間幅の道（本丁）
- 思誠舘跡碑
- 風木谷の川底の石畳
- 三日市河岸（がし）
- 津国屋&内蔵（倉庫）

### 店舗
- 茶寮御殿町新見
- 太池邸
- ねむの木
- まるだい中町店
- カツタ写真館
- 井上薬局
- 横井商店
- 佐々木文正堂
- 林醤油
- 上仲商店
- 西村麹店
- カネコクリーニング
- 備北信用金庫中央支店

## イベント

### にいみ雛まつり
毎年3月第一週の土日を中心に開催される「にいみ雛まつり」は、付近の家々に代々伝わる雛人形をかざり、座敷に上がって見学できるイベント。旧新見藩主関家にまつわる雛人形も展示される。イベント会場周辺では各種団体によるもてなしが行われる。にいみ雛まつり新見市公式ホームページ

### 御神幸武器行列
毎年10月15日に開催される300年以上続く伝統行事。拝観者は下座して見学することから「土下座まつり」とも言う。行列は総勢64名からなり、新見船川八幡宮を出発し「したーん、したーん（下に、下に）」と発声しながら新見御殿町を通り抜ける。

## 交通アクセス
- JR新見駅より徒歩12分
- JR新見駅よりバス8分
- 新見インターチェンジより車で5分
- 城山駐車場より徒歩3分